# Bački Petrovac
Pour les articles homonymes, voir Petrovac.
Bački Petrovac (en serbe cyrillique : Бачки Петровац ; en slovaque : Petrovec ou Báčsky Petrovec ; en hongrois Petrőc) est une ville  et une municipalité de Serbie situées dans la province autonome de Voïvodine. Elles font partie du district de Bačka méridionale. Au recensement de 2011, la ville comptait 6 063 habitants et la municipalité dont elle est le centre 13 302.

## Géographie
La municipalité de Bački Petrovac, qui couvre une superficie de 158 km2, est située au nord de la Serbie dans la région de la Bačka. Elle se trouve à 25 km de Novi Sad, la capitale de la province autonome de Voïvodine, et à 105 km de Belgrade. Son territoire, qui appartient à la plaine panonnienne, est situé à une altitude comprise entre 75,8 m du Danube et 92,3 m au sud-ouest de la municipalité.
Le territoire de Bački Petrovac est arrosé par le Danube et par le canal Danube-Tisa-Danube.
La municipalité de Bački Petrovac est entourée par celles de Bačka Palanka au sud-ouest et à l'ouest, Vrbas au nord et au nord-est et Beočin au sud, ainsi que par le territoire de la ville de Novi Sad à l'est et au sud-est.

## Climat
Le climat de Bački Petrovac est de type continental tempéré, avec des précipitations modérées qui surviennent principalement au printemps et en automne. Les étés y sont chauds et les hivers froids, tandis que les saisons intermédiaires se caractérisent par leur douceur. Les températures moyennes mensuelles s'établissent de la manière suivante :
| Mois                       | Janv | Fév | Mars | Avr  | Mai  | Juin | Juil | Août | Sept | Oct  | Nov | Déc |
| -------------------------- | ---- | --- | ---- | ---- | ---- | ---- | ---- | ---- | ---- | ---- | --- | --- |
| Températures moyennes (°C) | -0,6 | 1,2 | 5,4  | 11,6 | 16,0 | 19,5 | 21,4 | 21,2 | 17,6 | 12,2 | 6,5 | 1,9 |

## Localités de la municipalité de Bački Petrovac

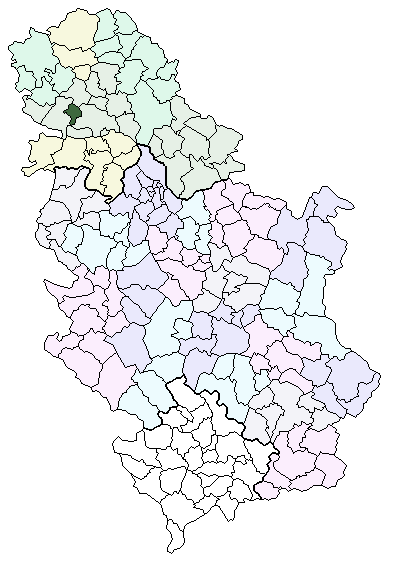
Localisation de la municipalité de Bački Petrovac en Serbie
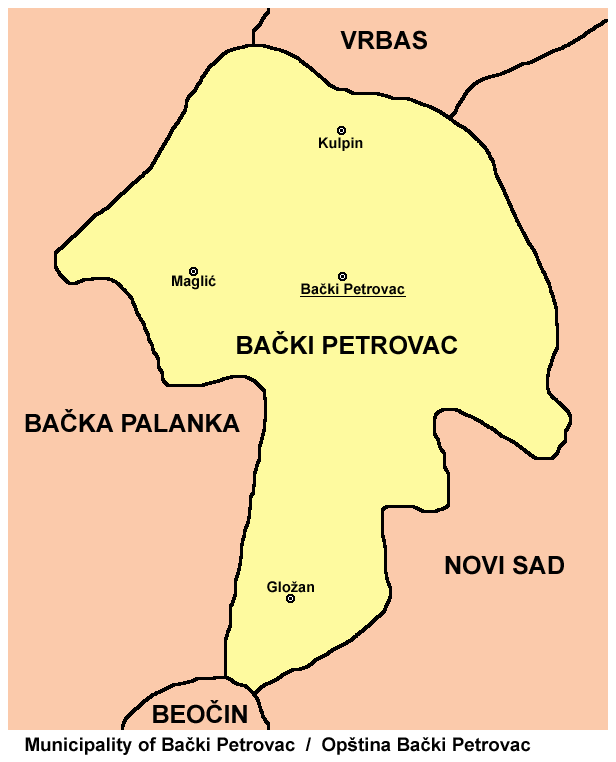
Localités de la municipalité de Bački Petrovac

La municipalité de Bački Petrovac compte 4 localités :
- Bački Petrovac
- Gložan (en slovaque : Hložany)
- Kulpin (en slovaque : Kulpín)
- Maglić

Bački Petrovac est officiellement classée comme une « localité urbaine » (en serbe : градско насеље et gradsko naselje) ; les trois autres localités sont considérées comme des « villages » (село/selo).

## Démographie

### Ville

#### Évolution historique de la population dans la ville
| 1948  | 1953  | 1961  | 1971  | 1981  | 1991  | 2002  | 2011  |
| ----- | ----- | ----- | ----- | ----- | ----- | ----- | ----- |
| 7 452 | 7 503 | 8 104 | 7 822 | 7 729 | 7 236 | 6 727 | 6 063 |

### Municipalité

#### Répartition de la population par nationalités dans la municipalité (2002)
Bački Petrovac, Gložan et Kulpin possèdent une majorité de peuplement slovaque. Maglić possède une majorité de peuplement serbe.

## Politique

### Élections locales de 2004
À suite des élections locales de 2004, les 31 sièges à l'assemblée municipale étaient répartis de la manière suivante :
| Parti                                                                           | Sièges |
| ------------------------------------------------------------------------------- | ------ |
| Parti démocratique                                                              | 7      |
| G17 Plus                                                                        | 5      |
| Ensemble pour la Voïvodine                                                      | 4      |
| Parti radical serbe                                                             | 3      |
| Liste « Pour le changement »                                                    | 3      |
| Parti socialiste de Serbie                                                      | 2      |
| Rassemblement des citoyens - Parti social-démocrate                             | 2      |
| Parti du Peuple slovaque                                                        | 2      |
| Rassemblement des citoyens de Kulpin « Pour la municipalité de Bački Petrovac » | 2      |
| Mouvement Force de la Serbie                                                    | 1      |

### Élections locales de 2008
À la suite des élections locales serbes de 2008, les 31 sièges de l'assemblée municipale de Bački Petrovac se répartissaient de la manière suivante, :
| Parti                                     | Sièges |
| ----------------------------------------- | ------ |
| Parti démocratique                        | 11     |
| G17 Plus                                  | 9      |
| Ligue des sociaux-démocrates de Voïvodine | 4      |
| Parti radical serbe                       | 4      |
| Parti libéral-démocrate                   | 2      |
| Parti populaire serbe                     | 1      |

Vladimir Turan, né en 1960, membre du Parti démocratique du président Boris Tadić, qui dirigeait la Coalition Pour une Voïvodine européenne soutenue par Tadić, a été élu président (maire) de la municipalité. Miroslav Pucovski, membre du G17 Plus, a été élu président de l'assemblée municipale,.

### Élections locales de 2012
À la suite des élections locales serbes de 2012, les 31 sièges de l'assemblée municipale de Bački Petrovac se répartissaient de la manière suivante :
| Parti                                     | Sièges |
| ----------------------------------------- | ------ |
| Parti démocratique                        | 10     |
| Ligue des sociaux-démocrates de Voïvodine | 5      |
| Parti libéral-démocrate                   | 3      |
| Régions unies de Serbie                   | 3      |
| Parti socialiste serbe                    | 3      |
| Serbie unie                               | 2      |
| Parti progressiste serbe                  | 2      |
| SVS                                       | 2      |

## Culture
Bački Petrovac possède un certain nombre d'institutions culturelles des Slovaques de la région. Parmi celles-ci, on peut citer la Matica slovačka (sr) (en slovaque : Matica slovenská) de la ville ; dans le prolongement des activités de la Matica slovenská de Martin en Slovaquie, elle a été créée le 18 mai 1932, à l'époque du royaume de Yougoslavie, avec comme mission de protéger et diffuser la culture slovaque dans le pays ; elle fut ainsi la première Matica de Yougoslavie, avant celles de Kulpin, Novi Sad Padina et Kovačica en Voïvodine ; chaque année, elle organise des festivals folkloriques. Le Musée national de Bački Petrovac, situé dans les bâtiments de la Matica slovačka, a été créé en 1949 et présente de l'artisanat, des costumes et toute sorte d'objets typiques de la fin du XIXe siècle et du début du XXe siècle. La Maison comtale (en serbe : Zavičajna kuća), quant à elle, a été construite en 1799 et présente des meubles et des objets domestiques qui reconstituent une demeure traditionnelle de la Bačka.
La ville abrite aussi la Bibliothèque Štefan Homola (en serbe : Biblioteka Štefan Homola), qui a été créée en tant que Bibliothèque slovaque en 1845 ; elle conserve aujourd'hui 40 000 titres, dont la collection du district des Slovaques de la Voïvodine, qui contient plus de 5 000 livres et périodiques en langue slovaque et une collection de livres anciens et rares qui contient plus de 2 000 ouvrages, dont le plus ancien date de 1690,. Le Théâtre slovaque de Voïvodine (en serbe : Slovačko vojvođansko pozorište ; en slovaque : Slovenské vojvodinské divadlo) a été créé en 2003.
La Galerie Zuzke Medveđove, créé en 1989, a déjà présenté plus de cinquante expositions individuelles et participe à l'organisation de la Biennale des artistes slovaques en Serbie ; dans le domaine de la peinture, on peut également citer la Galerie Urbanček.

## Économie
L'agriculture est l'activité principale de la municipalité de Bački Petrovac. La production y est diversifiée : on y récolte du blé, du maïs, des betteraves sucrières, du houblon. On y pratique également l'élevage (bovins).
La municipalité se consacre également à quelques activités industrielles ou manufacturières (métallurgie, chimie, industrie du bois, imprimerie).

## Médias
Le journal Hlas ľudu (« La Voix du Peuple »), publié en langue slovaque, a été créé à Bački Petrovac en 1944, au moment de la libération de la ville.

## Coopération internationale
La ville de Bački Petrovac est jumelée avec les villes suivantes :
- Babušnica (Serbie)
- Nitra (Slovaquie) depuis le 15 octobre 1998
- Ružomberok (Slovaquie)